# Tanjung Baru (Indralaya Utara)
Tanjung Baru is een bestuurslaag in het regentschap Ogan Ilir van de provincie Zuid-Sumatra, Indonesië. Tanjung Baru telt 1461 inwoners (volkstelling 2010).